# 최지연 (1974년)
최지연(1974년 2월 1일 ~ )은 대한민국의 연극배우이다.

## 학력
- 중앙대학교 연극영화학과 (졸업)
- 고려대학교 대학원 컴퓨터과학기술학과 (졸업)

## 공연
- 2020년 스웨트 - 제시 역
- 2019년 여자만세 2 - 최서희 역
- 2018년 호신술 - 홍경원 역
- 2018년 이야기의 방식, 춤의 방식
- 2018년 전화벨이 울린다
- 2017년 고발자들
- 2017년 메디아 - 코러스 역
- 2017년 이연주 - 전화벨이 울린다
- 2016년 SAC CUBE 2016 - 환도열차 - 정인숙 외 역
- 2015년 치정
- 2015년 조치원 해문이 - 추언년 역
- 2015년 174517
- 2014년 공포 - 빠샤 역
- 2014년 2014 봄페스티벌 - 이야기의 방식, 노래의 방식 데모버전

## 드라마
- 《SKY 캐슬》 (JTBC, 2018년)
- 《킹덤》 (Netflix, 2019년) - 동궁전 보모상궁 역
- 《으라차차 와이키키 2》 (JTBC, 2019년)
- 《아무도 모른다》 (SBS, 2020년)
- 《365 : 운명을 거스르는 1년》 (MBC, 2020년)
- 《찬란한 내 인생》 (MBC, 2020년) - 배은빈 역
- 《우리, 사랑했을까》 (JTBC, 2020년) -찬영모 역
- 《보이스 4》 (OCN, 2021년) - 감순 역
- 《두 번째 남편》 (MBC, 2021년) - 양말자 역
- 《블라인드》 (tvN, 2022년) - 권경자 역
- 《행복배틀》 (ENA, 2023년) - 원장 역
- 《세 번째 결혼》 (MBC, 2023년) - 천애자 역 (본작의 서브 악녀이며 중간 보스)

## 영화
- 2006년 《그 해 여름》 - 수내리 아줌마 역
- 2016년 《굿바이 싱글》 - 작가 역
- 2017년 《두 개의 빛 : 릴루미노》 - 도현의 어머니 역
- 2018년 《염력》 - 철거민 6 역
- 2019년 《블랙 머니》 - 최 검사실 계장 역
- 2021년 《보이스》 - 보이스피싱 피해자 역
- 2021년 <새해전야> - 사진작가 역

## 뮤지컬
- 1996년 님의 침묵